# Supercopa de la Liga MX
La Supercopa de la Liga, oficialmente denominada Supercopa de la Liga MX, es un torneo oficial del fútbol mexicano organizado por la Federación Mexicana de Fútbol Asociación, el cual se jugará solamente cuando un equipo logre ser campeón de ambos torneos de la temporada del fútbol mexicano, obteniendo así el título de Campeón de Campeones de esa temporada.

## Historia
Luego de adjudicarse el Atlas de forma automática el título de Campeón de Campeones 2021-22, tras ganar los dos torneos que conformaron la temporada del fútbol mexicano, y debido a los compromisos comerciales contraídos por la Liga MX de mantener juegos en Estados Unidos para estrechar lazos con el público residente en dicho país, se determinó disputar un partido entre el Atlas y el Club de Fútbol Cruz Azul, ganador del trofeo de Campeón de Campeones 2020-21,  el cual en un principio se pactó como un encuentro de carácter amistoso.
El 9 de junio de 2022 la Liga MX anunció que el partido entre Atlas y Cruz Azul tomaría el carácter de partido oficial, por lo que el ganador del juego se haría acreedor al título de la Supercopa de la Liga. Además, la liga anunció que este título será jugado únicamente cuando exista un ganador automático del título de Campeón de Campeones, en caso contrario, se continuará celebrando el campeonato original como fue establecido.
En 2024 luego de que el Club América consiguiera el bicampeonato de la temporada 2023-24, se llevó a cabo la segunda edición de la Supercopa, el partido fue disputado entre las Águilas contra los Tigres de la UANL, equipo ganador del trofeo de Campeón de Campeones 2022-23 quedando como vencedor el Club América por un marcador de 2-1.

## Sistema de competencia
El título de carácter oficial para la Liga, se jugará si un club gana ambos torneos de una misma temporada, lo que lo convertirá automáticamente en el Campeón de Campeones. Luego, este equipo jugará la Supercopa de la Liga contra el ganador anterior del Campeón de Campeones. El partido conserva el formato de los duelos únicos, es decir a ganar en 90 minutos, y en su caso definición por tiros penales en caso de empate.

## Historial
| Temporada | Campeón          | Resultado        | Subcampeón            | D.T. Campeón  | Sede final                 | Nota(s) |
| --------- | ---------------- | ---------------- | --------------------- | ------------- | -------------------------- | ------- |
| 2022      | (A) Cruz Azul    | 2 - 2 (4 - 3 p.) | (V) Atlas             | Diego Aguirre | Dignity Health Sports Park |         |
| 2024      | (V) Club América | 2 - 1            | (A) Tigres de la UANL | André Jardine | Dignity Health Sports Park |         |

Leyenda: (V)= Accede como Campeón de Campeones vigente; (A)= Accede como Campeón de Campeones de la edición anterior.

## Palmarés
| Club              | Títulos | Subtítulos | Años de los campeonatos | Años de los subcampeonatos |
| ----------------- | ------- | ---------- | ----------------------- | -------------------------- |
| Cruz Azul         | 1       |            | 2022                    |                            |
| América           | 1       |            | 2024                    |                            |
| Atlas             |         | 1          |                         | 2022                       |
| Tigres de la UANL |         | 1          |                         | 2024                       |